# Cheyyar
Cheyyar är en ort i Indien.   Den ligger i distriktet Tiruvannamalai och delstaten Tamil Nadu, i den södra delen av landet, 1 800 km söder om huvudstaden New Delhi. Cheyyar ligger 99 meter över havet och antalet invånare är 36 527.
Terrängen runt Cheyyar är mycket platt. Runt Cheyyar är det tätbefolkat, med 369 invånare per kvadratkilometer. Cheyyar är det största samhället i trakten. Omgivningarna runt Cheyyar är en mosaik av jordbruksmark och naturlig växtlighet.